# Madhuri Barthwal
Madhuri Barthwal, de soltera Uniyal, es una cantante del folclor de Uttarakhand, India. Es la primera mujer en ser compositora de música en All India Radio. Se dice que es la primera música de Uttarakhand en convertirse en profesora de música. En el Día Internacional de la Mujer de 2019, Ram Nath Kovind le otorgó el Nari Shakti Puraskar. El gobierno indio le otorgó el Padma Shri el cuarto premio civil más importante de la India en 2022, en el campo del arte.

## Biografía
El padre de Barthwal era cantante y sitarista. Después de graduarse, pasó varios años como profesora de música en una universidad. En su tiempo libre componía para All India Radio en Nazibabad, donde se convirtió en productora en 1978. Se convirtió en una entusiasta defensora de la música folclórica de Uttarakhand y creó el programa de radio "Dharohar", dedicado al patrimonio de la región y su música folclórica. Se dice que conoce todos los instrumentos musicales que se han utilizado en Uttarakhand. Ha ayudado a grabar la música de otros músicos.
Como profesora, ha inspirado a varios de los cientos a los que enseñó a convertirse en músicos profesionales,enseñándoles canciones tradicionales. Barthwal tiene una habilidad para reconocer piezas musicales tradicionales de cualquier subregión de Uttarakhand. Para su tesis doctoral en música, en la H.N.B. Garhwal University, hizo una compilación y análisis de unas 400 canciones de Uttarakhand.
Ha cantado con su compañero cantante Garhwali Narendra Singh Negi.
El trabajo de Barthwal fue reconocido con el Nari Shakti Puraskar, que fue presentado por Ram Nath Kovind, el presidente de la India en reconocimiento a los sesenta años que había dedicado a la música, la radiodifusión y la enseñanza. La cita señalaba que había "dedicado su vida" a la preservación de la música.
La ceremonia de premiación se llevó a cabo en el palacio presidencial, Rashtrapati Bhavan, el Día Internacional de la Mujer de 2019 en Nueva Delhi. Unas cuarenta mujeres recibieron el premio ese día y tres de los premios fueron entregados a colectivos. Allí estuvo la Ministra de Desarrollo de la Mujer y el Niño, Maneka Gandhi, y posteriormente los premiados se reunieron con el Primer Ministro Narendra Modi.